# Sainte-Anne-sur-Vilaine

Sainte-Anne-sur-Vilaine este o comună în departamentul Ille-et-Vilaine, Franța. În 1 ianuarie 2022 avea o populație de 1.032 de locuitori.